# Vix, Côte-d'Or
Vix är en kommun i departementet Côte-d'Or i regionen Bourgogne-Franche-Comté i östra Frankrike. Kommunen ligger i kantonen Châtillon-sur-Seine som tillhör arrondissementet Montbard. År 2022 hade Vix 96 invånare.

## Fornminnen
Ovanför Vix finns betydande spår av bosättning från neolitisk tid. Gravplatsen till den befästa byn från Hallstattiden låg nedanför, och i en 42 meter bred, nu raserad gravhög byggd av sten, hittades en gravkammare. I denna låg en kvinna i 30-årsåldern, rikt smyckad med föremål av brons och guld, en fyrhjulig vagn med bronsbeslag, ett cirka 1,5 meter högt, rikt dekorerat bronskar (krater) med lock, flera mindre bronskar, en silverskål och två grekiska vaser i bränd lera. Graven är från omkring 500 f.Kr. och är ett gott exempel på tidens livliga förbindelser mellan medelhavsområdet och de norra delarna av det nuvarande Frankrike. Vagnen uppvisar likheter med Dejbjergvagnarna i Ringkøbing på Jylland.

## Befolkningsutveckling
Antalet invånare i kommunen Vix
Referens:INSEE